# 中铁广州工程局
中铁广州工程局集团有限公司（英語：China Railway Guangzhou Engineering Group Co., Ltd.），注册地位于广州，隶属于中国铁路工程集团（中鐵工）的上市公司中国中铁:222。业务性质为铁路、公路、市政。2017年，公司总资产158.82亿元，净资产23.57亿元，净利润0.35亿元。
中铁广州工程局於2016年創立，由中铁港航局和深圳中铁观澜投资重组合併而成，成為兩者的控股公司。中铁港航局的前身是广东中海工程建设总局（簡稱中海工程局）。2008年，广东中海工程建设总局由三九企业集团无偿划转另一央企中鐵工。其後，中鐵工再將中海工程局注入上市子公司中國中鐵。2010年，中國中鐵將中铁五局三公司、中铁大桥局三公司和中铁二局深圳公司部分项目注入中铁港航局。而深圳中铁观澜投资，則是開發深圳观澜安居商品房的項目公司，由中铁南方投资发展創立。

## 外部連結
- 官方网站  （中文）